# Pasión Viviente de Oliva de la Frontera
La Pasión Viviente de Oliva de la Frontera es una representación de la Pasión de Cristo, desde la Entrada Triunfal en Jerusalén hasta su Crucifixión y Muerte, celebrada en la localidad de Oliva de la Frontera (Badajoz, España) cada Semana Santa, siendo una de las más longevas y participativas de las que se celebran en España. Está reconocida como Fiesta de Interés Turístico Nacional desde septiembre de 2018.
|  |

## Agrupación Local de la Pasión Viviente
Durante la Semana Santa de 1976, se escenificó en Oliva por vez primera la Pasión Viviente, aunque la idea venía ya madurándose años atrás. Por una parte se quería potenciar en la Comunidad Cristiana del pueblo una vivencia más real de los acontecimientos de la Pasión del Señor que sucedieron en Jerusalén. Por otra, en el pueblo se contaba con escenarios naturales que podían hacer posible el proyecto de representar escénicamente los distintos momentos de la Pasión, Muerte y Resurrección de Jesús. Las tradicionales procesiones imagineras de las Semanas Santas  estaban en decadencia. Se veía pues necesario que el pueblo participase en algo tan importante como lo que la Iglesia celebra en estos días.
El Cura Párroco D. José Ramos Capilla y un grupo de jóvenes y adultos, entusiasmados por la idea, se lanzaron a preparar unos guiones sacados literalmente de los evangelios y a preparar unos escenarios que ambientasen históricamente los hechos de la Pasión. Con la colaboración de profesores de E.G.B., y universitarios, electricistas, peluqueros, carpinteros, técnicos de sonido, albañiles, agricultores, funcionarios y personas de todas las clases sociales, se consiguió en 1976 poner en escena la primera representación que animó al pueblo a seguir adelante con el proyecto. Y en la Pasión Viviente se empezó a encontrar, por el dramatismo de sus escenas, una mayor viveza y participación popular. Actualmente más de 300 personas participan activamente en el drama doloroso de la Pasión de Cristo. 
A partir de ahí se constituyó la "Agrupación Local de la Pasión Viviente", inspirada en los sentimientos religiosos del pueblo de Oliva, en estrecha comunicación con la Parroquia, a la que consideran como su centro espiritual. 
En abril de 1997 se escenificó su vigésima segunda edición, sin interrupción, desde su inicio. En el transcurso de la representación de este año, se dio a conocer el acuerdo de la Consejería de Medio Ambiente, Urbanismo y Turismo de la Junta de Extremadura declarando Fiesta de Interés Turístico Regional a la Pasión Viviente de Oliva de la Frontera. Diario Oficial de Extremadura (20/05/1997)
El 11 de septiembre de 2018 se recibe escrito del Ministerio de Industria, Comercio y Turismo, fechado el 27 de agosto de 2018, comunicándoles la decisión de otorgarle el título honorífico de Fiesta de Interés Turístico Nacional a la Pasión Viviente de Oliva de la Frontera, este año se escenificó la cuadragésima tercera edición. (Boletín Oficial del Estado (15-09-2018)

## Escenificaciones
| Día              | Escenas                                                                              |
| ---------------- | ------------------------------------------------------------------------------------ |
| Domingo de Ramos | Entrada en Jerusalén                                                                 |
| Jueves Santo     | La Última Cena Oración en el Huerto Juicio ante Caifás                               |
| Viernes Santo    | Proceso ante Pilato, Proceso ante Herodes, Camino del Calvario, Crucifixión y Muerte |

### Entrada en Jerusalén

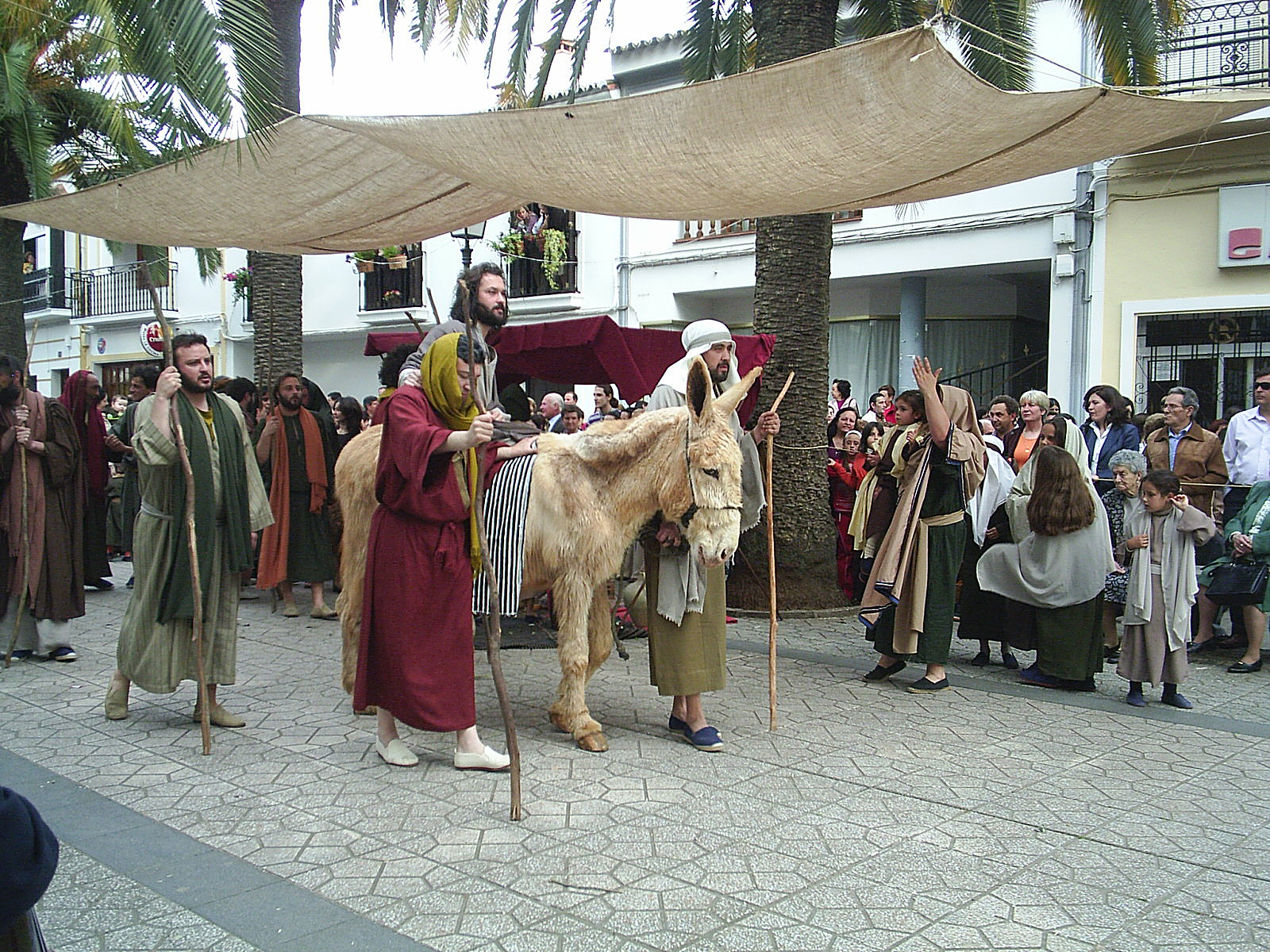
Pasión Viviente de Oliva de la Frontera
Entrada en Jerusalén.

A las 7 de la tarde del Domingo de Ramos tiene lugar la representación de algunas de las escenas más representativas de la vida de Jesús: milagro del ciego, lapidación de Magdalena, milagro del epiléptico; a continuación, la Entrada de Jesús en Jerusalén en la Plaza de España, Paseo de las Palmeras para terminar en las puertas de la Parroquia San Marcos Evangelista, lugar que representa a la casa de Dios ahora convertida por los mercaderes en «cueva de ladrones».
Antes de entrar en las murallas de Jerusalén se congrega la gente, porque presentan a Jesús a una mujer para ser apedreada, porque había sido sorprendida en adulterio. Pero... «el que esté sin pecado que tire la primera piedra».
Más adelante un ciego le sale al camino gritando: «Jesús, Hijo de David, ten compasión de mí». Y el ciego recobra la vista y sigue a Jesús.
| ¡Hosanna! Cuando se aproximaban a Jerusalén, al llegar a Betfagé, junto al monte de los olivos, envió Jesús a dos de sus discípulos diciéndoles: «Id a la aldea de enfrente y encontraréis una asna atada, y un pollino con ella; desatadlos y traédmelos. Y si alguien os pregunta por qué los desatáis, diréis así: El Señor los necesita». Fueron, pues, los discípulos e hicieron como Jesús les había encargado: trajeron la asna y el pollino. Luego pusieron sobre ellos sus mantos, y él se montó encima. Y los que marchaban delante y los que seguían, clamaban: «¡ Hosanna ! ¡ Bendito sea el que viene en nombre del Señor ! ¡ Hosanna en las alturas !» |

### La Última Cena

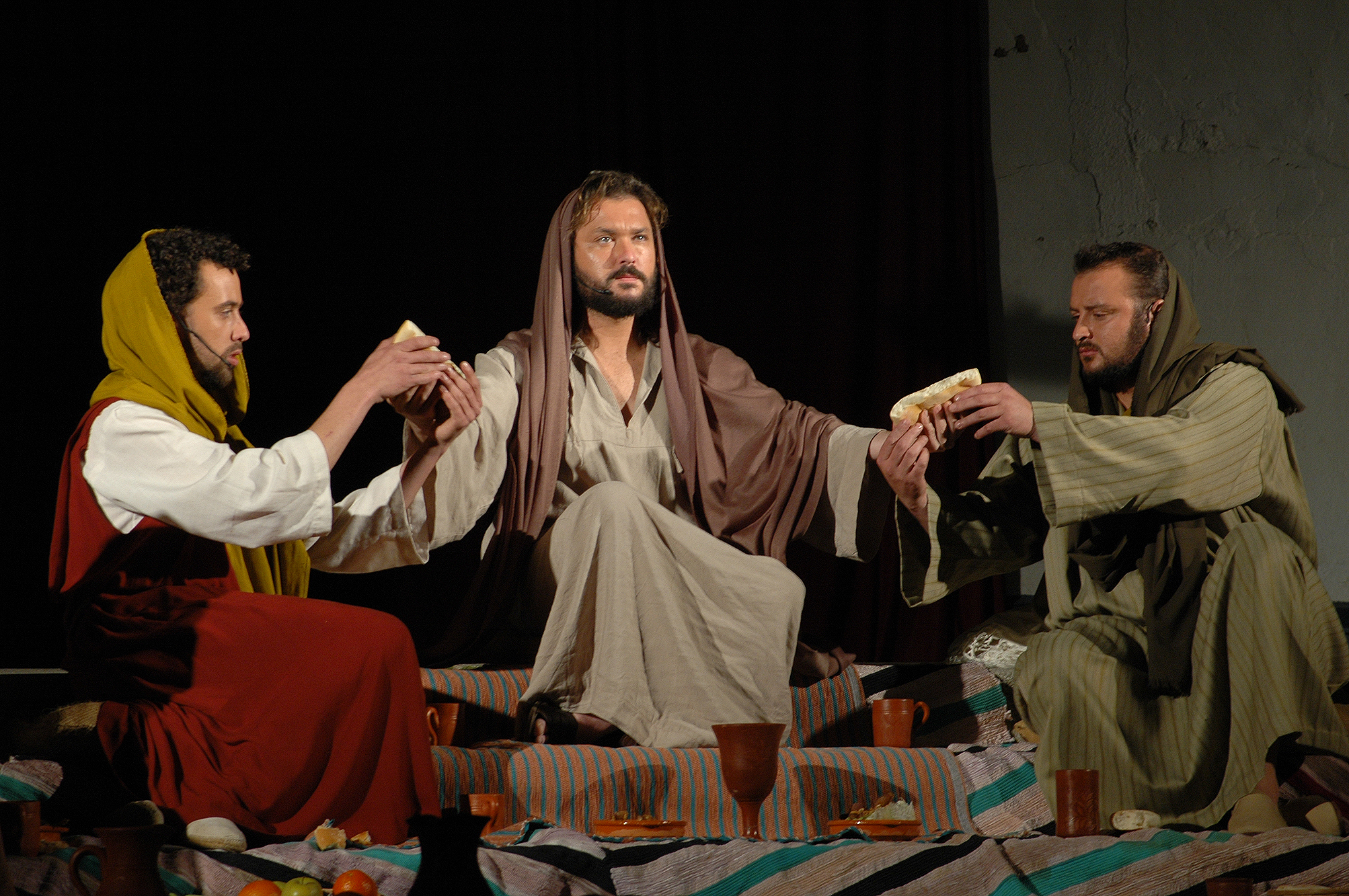
Pasión Viviente de Oliva de la Frontera
La Última Cena.

Los actos comienzan a las 10 de la noche del Jueves Santo en la puerta de la Parroquia de San Marcos Evangelista, magnífica plataforma rectangular que constituye un inigualable escenario natural, con su decorado ambiental, combinaciones de luces y megafonía.
Las calles del centro de Oliva se convierten en mercados, plazas y calles de Jerusalén.
El pueblo hace un silencio sepulcral ante el cuadro de la Pasión del Señor, contemplando extasiado y con auténtico fervor religioso la representación de la Santa Cena.
Mientras comen, Jesús pronuncia el famoso discurso que San Juan recoge en su Evangelio. El Maestro lava los pies a sus discípulos e instituye la Eucaristía.
| Jesús nos deja su pan, nos lava los pies y nos habla de amor. Antes de la fiesta de Pascua, sabiendo Jesús que había llegado la hora de pasar de este mundo al Padre, habiendo amado a los suyos que estaban en el mundo, los amó hasta el extremo. Estaban cenando (...) y Jesús, sabiendo que el Padre había puesto todo en sus manos, que venía de Dios y a Dios volvía, se levanta de la mesa, se quita el manto y, tomando una toalla, se la ciñe; luego echa agua en la jofaina y se pone a lavarles los pies a los discípulos, secándoselos con la toalla que se había ceñido. Cuando acabó de lavarles los pies les dijo: «Si yo, el Maestro y el Señor, os he lavado los pies, también vosotros debéis lavaros los pies unos a otros». |

### Oración en el Huerto

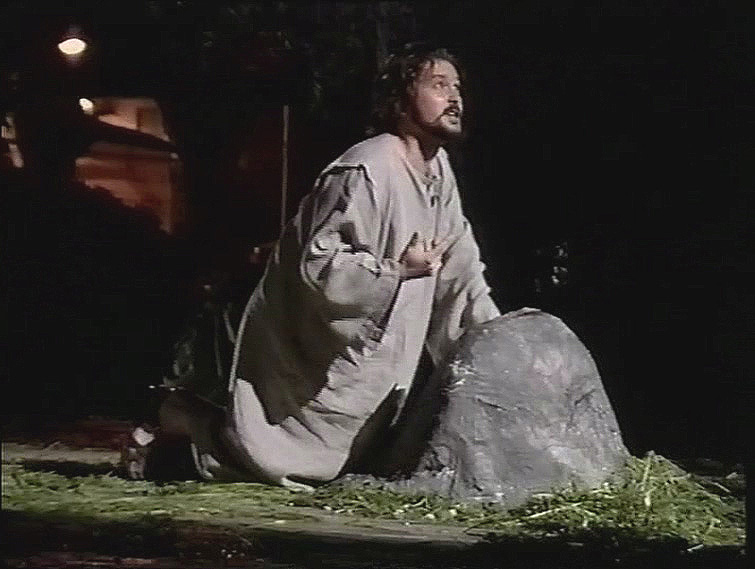
Pasión Viviente de Oliva de la Frontera
Oración en el Huerto.

Terminada la Última Cena, Jesús con sus Apóstoles, seguido del "pueblo" de Israel, vestidos con trajes de la época, se dirigen por el Paseo de las Palmeras hasta el "Huerto de Getsemaní", instalado en la Fuente de la Plaza de España, escenario natural y auténtico vergel, convertido "per se" en un verdadero "Huerto de los Olivos".
Allí tiene lugar la Oración de Jesús y el prendimiento. Espectacular porque aparece Judas con los soldados romanos y una muchedumbre de judíos portando antorchas encendidas, envueltas en una gran humareda.
| El beso de Judas Estaba todavía hablando, cuando llegó una tropa enviada por los sumos sacerdotes, los escribas y los ancianos, y el que se llamaba Judas, uno de los Doce, iba a la cabeza de ellos. El traidor les había dado esta señal: «Aquel a quien yo daré un beso, ése es; prendedlo.» Y a penas llegó, se acercó a Él y le dijo: «Rabí», y lo besó. Jesús le dijo: «Judas, ¿Con un beso entregas al Hijo del hombre?» Entonces se adelantaron, echaron mano de Jesús y lo prendieron. Y he aquí que uno de los que estaban con Jesús desenvainó su espada, y dio a un siervo del sumo sacerdote un golpe y le cortó una oreja. Jesús entonces le dijo: Vuelve tu espada a su lugar, pues todos los que empuñan la espada, perecerán a espada. |

### Juicio ante Caifás

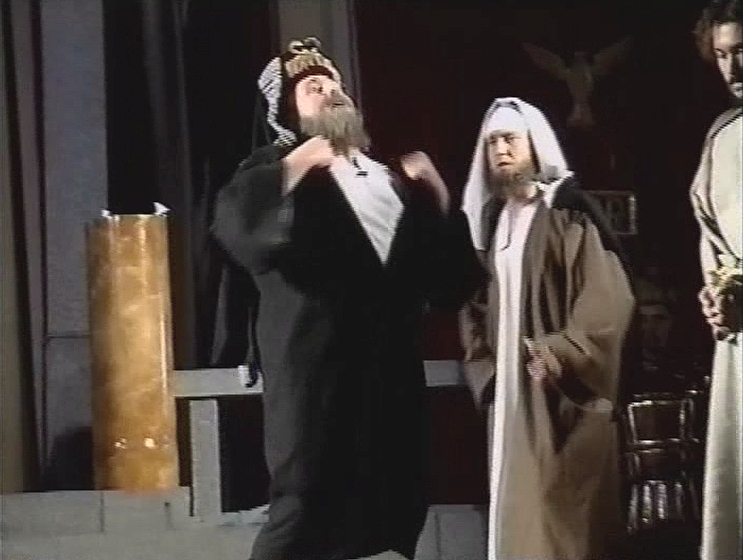
Pasión Viviente de Oliva de la Frontera
Juicio ante Caifás.

Jesús amarrado y rodeado de soldados romanos, es conducido al Sanedrín (en la explanada del Ayuntamiento), ante la presencia de Anás y Caifás, donde tiene lugar el proceso religioso.
Terminada la condenación de Jesús por Caifás y cuando este se retira, el Señor es abofeteado por los soldados y lo introducen en la prisión, tras las negaciones de Pedro.
| El sumo sacerdote rasga sus vestiduras. Los sumos sacerdotes, y todo el Sanedrín, buscaban un falso testimonio contra Jesús para hacerlo morir; y no lo encontraban, aunque se presentaron dos, que dijeron: «Él ha dicho: Yo puedo demoler el templo de Dios, y en el espacio de tres días reedificarlo». Entonces, el sumo sacerdote se levantó y le dijo: «¿Nada respondes? ¿Qué es eso que éstos atestiguan contra Ti?» Pero Jesús callaba. Díjole, pues, el sumo sacerdote: «Yo te conjuro por el Dios vivo a que nos digas si Tú eres el Cristo, el Hijo de Dios.» Jesús le respondió: «Tú lo has dicho. Y Yo os digo: desde este momento veréis al Hijo del hombre sentado a la diestra del Poder y viniendo sobre las nubes del cielo.» Entonces, el sumo sacerdote rasgó sus vestiduras, y dijo: «¡Ha blasfemado! |

### Proceso ante Pilato

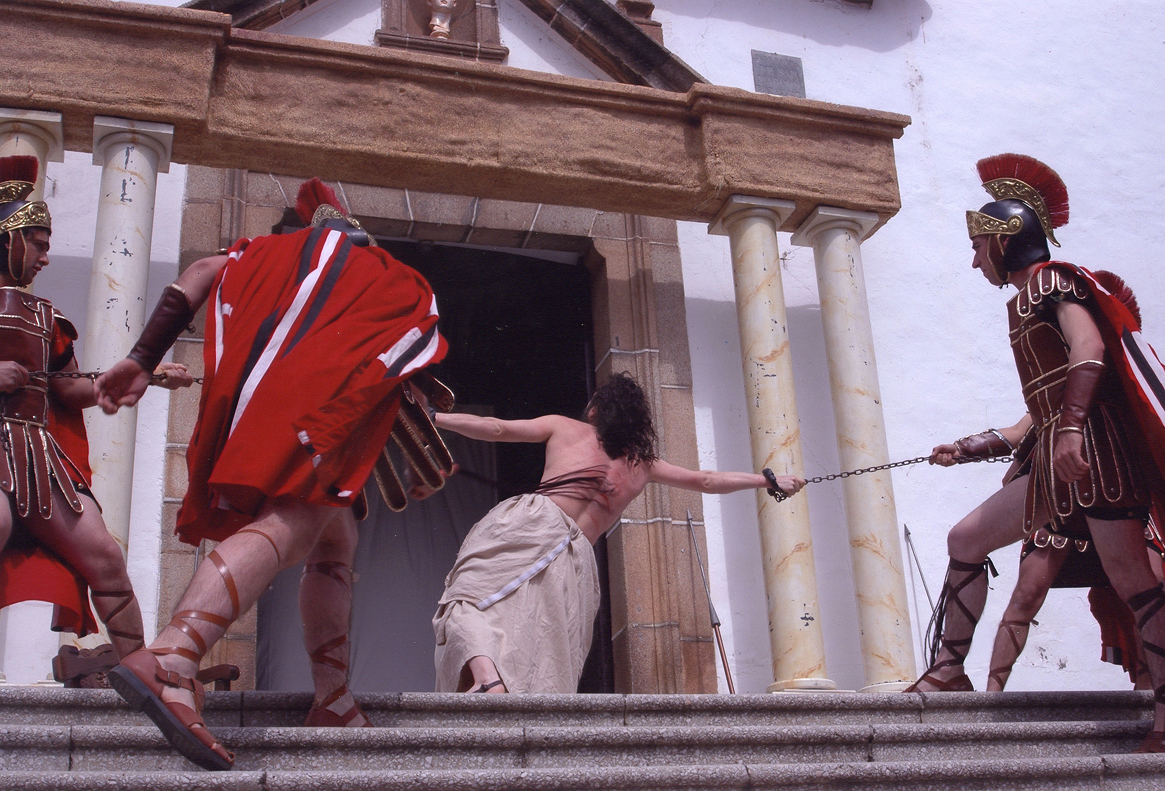
Pasión Viviente de Oliva de la Frontera
Proceso ante Pilato.

Es Viernes, 12 de la mañana, Jesús, rodeado por los soldados y la chusma, es conducido al Pretorio de Pilato, situado en las escalinatas de la Parroquia, ya con otros nuevos e impresionantes decorados: Cuatro columnas imitación al mármol de estilo greco-romano y un artístico frontón. 
Llega Pilato montado en una lujosa cuadriga romana y allí tiene lugar el proceso civil. 
El vocerío del pueblo grita con fuerza, ¡Crucifícale!. ¡Crucifícale!... Lo manda a azotar y lo envía a Herodes. 
Jesús, una vez ha sido interrogado por Herodes, es devuelto ante Pilato. 
Llegado Jesús en unión de los soldados y la chusma, continúa el proceso civil, entre el griterío del populacho y las amenazas de Caifás a Pilato si no lo condena... "porque se ha hecho Rey de los Judíos y no hay más Rey que el César...". 
Pilato, desoyendo los consejos de su esposa y después de lavarse las manos, suelta a Barrabás y lo condena por fin a muerte. Los soldados azotan y vituperan a Jesús. Le quitan el manto rojo y le colocan la corona de espinas. 
| Los azotes... Uno, dos, tres, cuatro,... así hasta treinta y nueve... Poco a poco Jesús va probando el dolor que le llegará hasta el momento de la cruz. Los azotes hacen mella en la espalda de Jesús, después será en el pecho donde una lanza traspasará el corazón de Jesús. No nos importa a veces el sufrimiento del hombre, a veces somos duros de corazón, y con nuestros hechos y palabras azotamos en el mundo de hoy a tantos hombres que son inocentes... Jesús ayúdanos a soportar nuestros dolores con la misma valentía que tú lo hiciste un día amarrado a la columna. |

### Proceso ante Herodes

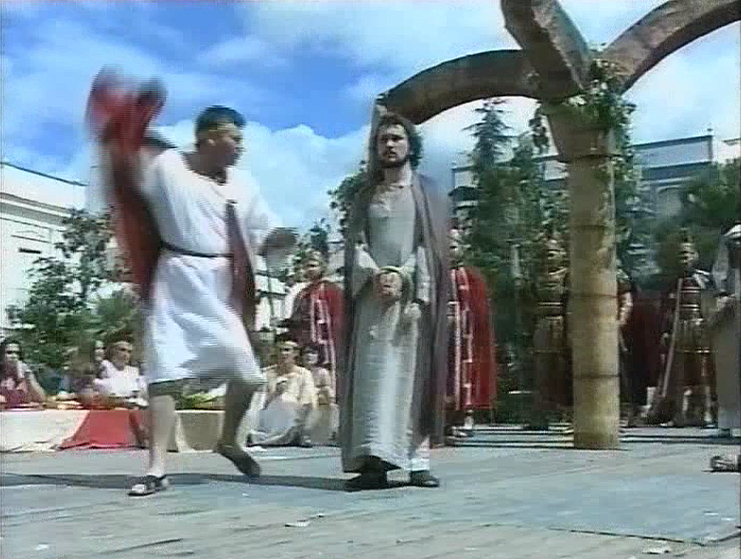
Pasión Viviente de Oliva de la Frontera
Proceso ante Herodes.

Pilato al conocer que Jesús era galileo lo envió a Herodes, pues Galilea era de su jurisdicción y por aquellos días se encontraba en Jerusalén.
Jesús es conducido por el Paseo de las Palmeras, donde los judíos comercian e intercambian ganado, en un maravilloso y extenso "Mercadillo", hasta llegar al Palacio de Herodes, en la Plaza de España.
Herodes, al ver a Jesús, se alegró mucho, porque hacía largo tiempo que deseaba verlo por lo que oía decir de Él, y esperaba verle hacer algún milagro.
Herodes es el prototipo del hombre mundano: Un Rey frívolo, lascivo, que se dedicaba a divertirse y a divertir a sus cortesanos.
Lo interrogó con énfasis y largamente y le repitió todo lo que sabía de Él, pero Jesús no le respondió nada, lo que irritó a Herodes.
Jesús calla, como un pequeño acostumbrado a que todos le lastimen, incapaz
de albergar rencor o venganzas, nada dice. Ante su silencio manda vestirlo de blanco y es llevado de nuevo ante Pilato.
| Desprecio y burla... No quería condenar al que Pilato había declarado inocente, y creía conveniente mostrarse obsequioso hacia el gobernador en presencia de los príncipes de los sacerdotes. Herodes, puesto en ridículo, lo despreció, lo mismo que sus soldados; burlándose de Él, y poniéndole una vestidura blanca se lo envió de nuevo a Pilato. La mayor humillación: Rey de burlas. La Sabiduría divina tachada de loco por el mundo. Y así será siempre: gracia grande que debemos pedir, es ser tenido y estimado por loco por amor a Cristo. Y he aquí que en aquel día se hicieron amigos Herodes y Pilato, que antes eran enemigos. |

### Camino del Calvario

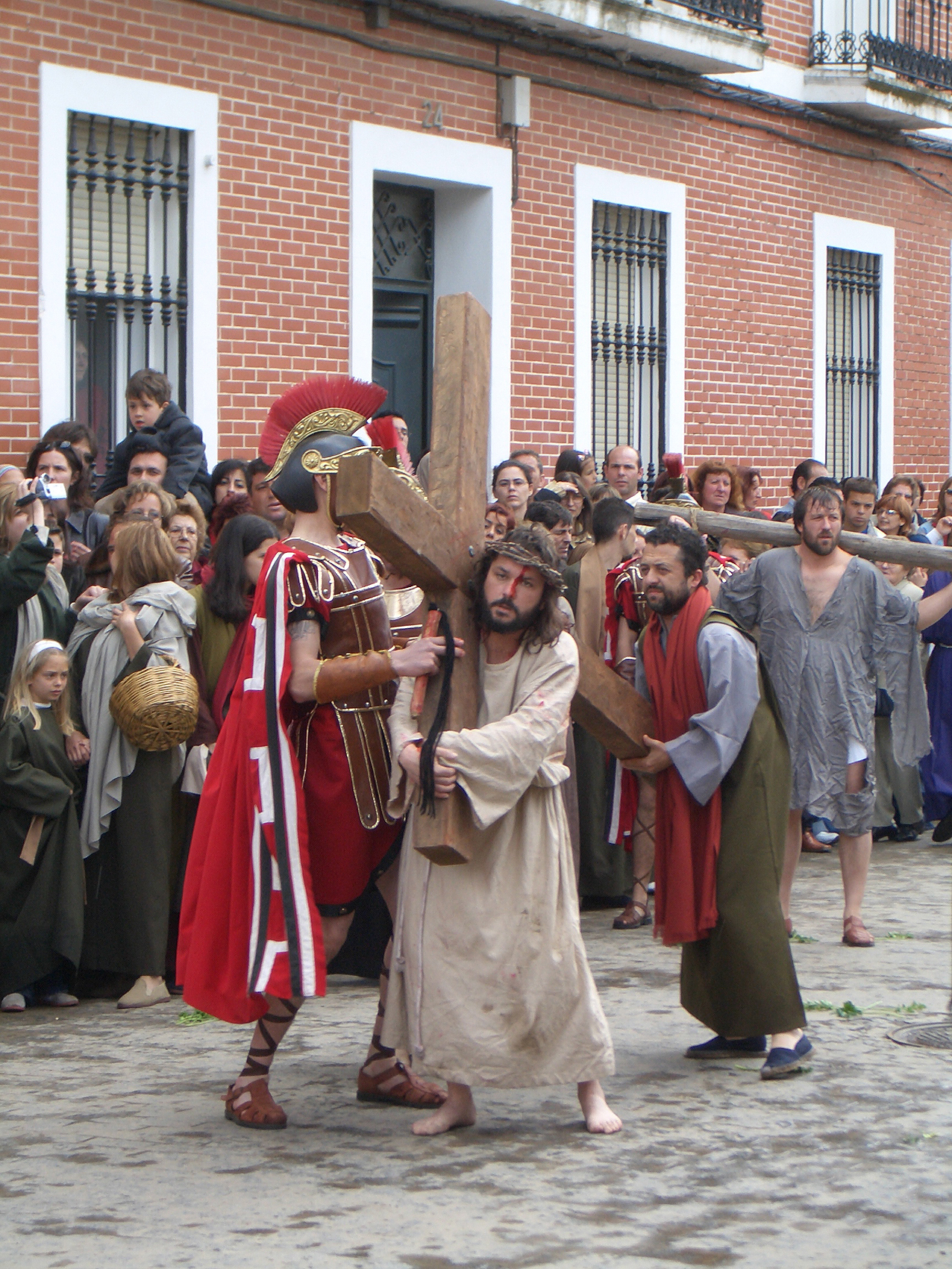
Pasión Viviente de Oliva de la Frontera
Camino del Calvario con Simón de Cirene.

Con la pesada cruz a cuestas, al lado de los dos ladrones y ayudado por Simón de Cirene, Jesús es conducido hacia el "Monte del Calvario" situado en el atrio del Santuario de la Virgen de Gracia, a unos mil metros de la plaza del pueblo. 
Es seguido por el pueblo y una cohorte de soldados romanos a caballo y a pie, vestidos con trajes de la época, cascos, plumajes, capas, lanzas y trompetas. 
Las caídas de Jesús en el camino hacia el Calvario son verdaderamente impresionantes y llenas de gran realismo. 
El pueblo siente verdadera pena y dolor al paso de Jesús con la Cruz a cuestas. 
En un cruce de calles, la Verónica limpia el rostro de Jesús. 
| Jesús cae por tres veces Jesús lo asume el camino de la voluntad de Dios y se mantiene fiel a pesar del cansancio, la humillación y la frustración. Fidelidad que es fruto de la oración y la entrega. Fidelidad que nos muestra la identificación de Jesús con el Padre hasta las últimas consecuencias. El camino se hace largo y pesado, las fuerzas escasean y Jesús cae por tierra nuevamente. El amor es inmenso y todo lo soporta. De pie, tambaleante, sigue el camino que nos traerá la paz. Nada se consigue sin esfuerzos y el camino del cristiano no está libre de sacrificios. El peso de los maderos se acrecienta a cada paso. Jesús cae. La tierra cubre su rostro. No resiste más. Sus fuerzas, al límite de lo humano. Pero su fidelidad es mayor que el dolor. |

### Crucifixión y Muerte

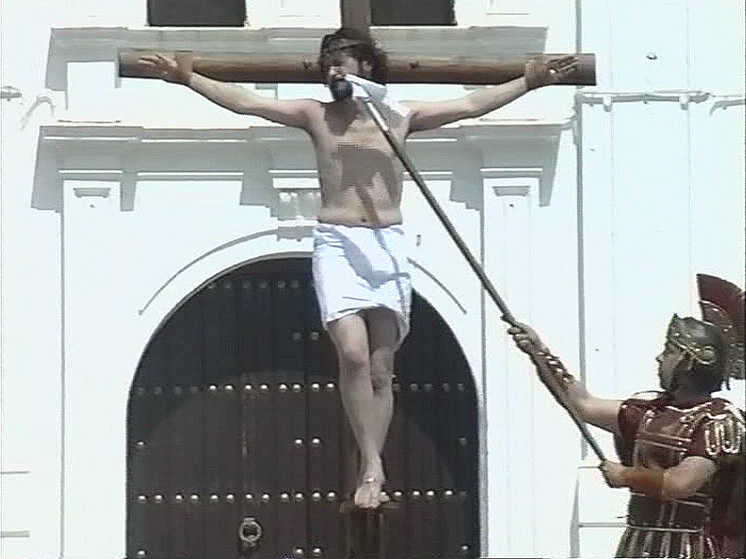
Pasión Viviente de Oliva de la Frontera
Crucifixión y Muerte.

Ya en el Gólgota, Jesús es crucificado en medio de los ladrones, que hablan con Él.
El martillear de los clavos resuenan en el silencio de la tarde. Son escenas conmovedoras llenas de gran realismo. 
La lanzada del soldado en el costado, su sed, sus palabras al Padre... "Perdónalos porque no saben lo que hacen"; el realismo del cuerpo y el rostro de Jesús en la Cruz, son escenas escalofriantes, por la expresión de dolor y amargura de un cuerpo sin vida que pende de la Cruz. 
La Virgen María y la Magdalena al pie de la Cruz pronuncian las emocionantes palabras que se recogen en el Evangelio. 
Jesús es bajado de la Cruz y puesto con la cabeza reclinada en las rodillas de la Virgen y finalmente es conducido al Sepulcro, por la puerta del Santuario, que está al fondo... 
Y allí...cuando el silencio se hace conmovedor, las lágrimas, entrecortadas por la emoción, brotan a flor de piel, haciendo vibrar el espíritu de nuestro corazón, porque todos sus protagonistas realizan una magnífica representación, rigurosa, firme y conmovedora para los hondos motivos del alma religiosa de los oliveros. 
Y es Jesús,...¡ese Jesús, tan amado y tan incomprendido! el que nos está diciendo: 
"Gracias, hermanos de Oliva; Vosotros habéis entendido el Mensaje de Amor, Justicia y Libertad que os traje... ¡Llevadlo a la práctica...! 
| Jesús entrega su vida y muere en la cruz Llegó la hora tantas veces anunciada, de pasar de este mundo a tu Padre... Has muerto como un Dios, tras un siglo supremo de angustia, entregando tu espíritu en brazos de tu Padre. Naciste para morir por nosotros. Mueres enamorado de los hombres, de aquellos que te gritaron ¡Crucifícale, Crucifícale...! y de los que hoy te siguen clavando en la cruz, con sus mentiras, hipocresías, atentados terroristas... En cada niño concebido y no nacido, mueres Tú. En cada niño que muere por hambre mueres Tú, en cada hombre que vive y muere en soledad de amor, mueres Tú... Y desde ahí, desde ese monte del Calvario, parece que nos estás abrazando en un gesto de Amor enorme. Gracias Jesús por tu Vida y perdón por los momentos en los que te crucificamos. |